# Кремлёвские куранты (пьеса)
Кремлёвские куранты — пропагандистская пьеса Николая Погодина в четырёх действиях, одиннадцати картинах.

## Действующие лица
- Ленин
- Дзержинский.
- Рыбаков — матрос.
- Забелин — старый инженер.
- Забелина — его жена.
- Маша — их дочь.
- Чуднов — крестьянин.
- Анна — жена Чуднова.
- Роман — их сын.
- Лиза — их сноха.

| Маруся Стёпка | }— дети Романа и Лизы |
- К а з а н о к — деревенский звонарь.

| С т а р ш и й Б о р о д а т ы й П о д р у ч н ы й | }— рабочие |
- Н и щ а я   с т а р у х а.
- С т а р у ш к а   с   р е б ё н к о м.

| Д а м а с в я з а н ь е м Д а м а и с п у г а н н а я, С к е п т и к О п т и м и с т | }— гости Забелиных |
- К у х а р к а   З а б е л и н ы х.
- П р е д с е д а т е л ь   д о м к о м а.
- В о е н н ы й.
- С е к р е т а р ь   у   Л е н и н а.
- Г л а г о л е в — эксперт.
- М а ш и н и с т к а.
- Ч а с о в щ и к.
- А н г л и й с к и й   п и с а т е л ь.
- Т о р г о в к а   к у к л а м и.
- К р а с н о а р м е е ц.
- П р о х о ж и й.
- Д у х о в н о е   л и ц о.
- С п е к у л я н т.
- Т о р г о в к а   с а л о м.
- Ж е н щ и н а.
- Т о р г о в к а.
- Человек в сапогах.
- 1-й б е с п р и з о р н и к.
- 2-й б е с п р и з о р н и к.
- 3-й б е с п р и з о р н и к.
- П р о х о ж и е,  п р о д а в ц ы,  к у р с а н т ы.

## Сюжет
Действие происходит в Москве, весной-летом (в первой сцене прямо указано — месяц апрель) 1920 года (год определяется по косвенным данным, как год создания Комиссии по разработке Государственного плана электрификации страны под руководством Г. М. Кржижановского, см. ниже). В Советской России новое правительство под руководством В. И. Ленина разрабатывает планы коренного переустройства народного хозяйства, в том числе план электрификации страны (ГОЭЛРО). Нужны специалисты, инженеры-энергетики. В это время инженер Забелин демонстративно торгует спичками у Иверских ворот Китай-города, у самого Кремля, где с 1918 года разместилось Советское правительство. Более того, инженер Забелин открыто осуждает новые порядки, указывает на всеобщую разруху, предрекает скорый конец страны. Особенно сильные эмоции вызывают у него остановившиеся главные часы страны — Кремлёвские куранты. Естественно, это становится известным Ф. Дзержинскому — председателю ЧК …
Несмотря на то, что в пьесе показаны многие ужасающие реалии того времени — голод (между прочим сообщено даже содержание пайка госслужащих — варёная каша), разруха, выброшенные за борт жизни люди, показано даже как чекисты забирают людей без всякого ордера на арест — пьеса написана с таким пропагандистским эффектом, что оставляла удивительно светлое общее впечатление оптимистичным, жизнеутверждающим, отеческим образом вождя — В.И. Ленина, всеосведомлённостью Ф. Дзержинского, взвешенностью принимаемых им решений, наивной чистотой и заряжённостью на созидание матроса Рыбакова, тем, что жизнь налаживается, инженер Забелин находит очень нужную стране и ему работу, молодые люди — Маша и матрос Рыбаков — друг друга, даже Кремлёвские куранты начинают идти!
Даже после переработки в 1950-х годах пьеса имела явно идеологизированные сцены: Забелин бранится со священником, судя по речам инженера, слова попы и жулики для него синонимы.

## История
Пьеса написана в 1939 году (1-я редакция), 2-я редакция была подготовлена в 1941 году, 3-я — 1955 и 4-я — 1956 (без Сталина).
Впервые поставлена Ленинградским Большим драматическим театром в 1940 году, режиссёр и исполнитель роли Ленина — Ефим Альтус.
22 января 1942 года пьесу показал МХАТ в эвакуации в Саратове (руководитель постановки В. И. Немирович-Данченко, режиссёры Л. М. Леонидов, М. О. Кнебель, художник Дмитриев; Главные действующие лица и исполнители: Ленин — А. Н. Грибов, Рыбаков — Б. Н. Ливанов, Забелин — Н. П. Хмелёв, Маша — С. С. Пилявская, Чуднов — А. И. Чебан). Постановка была удостоена Сталинской премии в 1942 году.
Затем пьеса шла во многих театрах страны (уже к 1942 году она была в репертуаре 300 театров).
Некоторые исполнения ролей в спектакле стали классическими: Часовщик — Б. Я. Петкер во МХАТе.
В 1959 году исполнитель роли Ленина в постановке 3-й редакции во МХАТе (1956) Б. А. Смирнов был удостоен Ленинской премии.
Ленинской премии в 1959 году за трилогию «Человек с ружьём», «Кремлёвские куранты», «Третья патетическая» был удостоен автор Николай Погодин.

## Издания
- Первая публикация «Кремлёвские куранты» М.-Л., 1941.
- Погодин Н., Собрание драматических произведений, т. 2, М., 1960.

## Экранизации
- Свет над Россией (1947) — фильм режиссёра Сергея Юткевича (в сюжет добавлен И. В Сталин, которого изначально в пьесе не было; фильм Сталину не понравился; в прокат фильм не вышел).
- Кремлёвские куранты (1967). Режиссёры: Мария Кнебель, Иосиф Раевский.
- Кремлёвские куранты (фильм) (1970). Сценарий для фильма написал сын Погодина — Олег Стукалов.